# Haxonita
L'haxonita és un mineral de la classe dels elements natius. Rep el seu nom de Howard James Axon (1924-1992), metal·lúrgic de la Universitat de Manchester, Anglaterra.

## Característiques
L'haxonita és un carbur de ferro i níquel, de fórmula química (Fe,Ni)23C₆. Cristal·litza en el sistema isomètric. Es troba com a plaques en forma de punta i com a pegats irregulars, d'aproximadament 1 mm, així com fent intercreixements intricats amb taenita, schreibersita i kamacita. La seva duresa a l'escala de Mohs es troba entre 5,5 i 6.
Segons la classificació de Nickel-Strunz, l'haxonita pertany a «01.BA - Carburs» juntament amb els següents minerals: cohenita, isovita, tongbaïta, khamrabaevita, niobocarbur, tantalcarbur, qusongita i yarlongita.

## Formació i jaciments
Va ser descobert l'any 1971 en dos meteorits: un de 3 tones que va ser trobat l'any 1776 a Toluca (Xiquipilco, Mèxic) i un altre a Canyon Diablo (Arizona, Estats Units). També se n'ha trobat en diversos meteorits més, normalment en meteorits de ferro i en condrites carbonàcies. Sol trobar-se associada a altres minerals com: kamacita, taenita, schreibersita, cohenita, pentlandita o magnetita.